# Марьино (Островский район)
Марьино — деревня в Горайской волости Островского района Псковской области.
Расположена на побережье реки Великая и на автодороге М20, в 17 км к югу от центра города Остров. Южнее нахолится волостной центр, деревня Крюки.
Численность населения деревни по состоянию на 2000 год составляла 18 жителей.
До 2010 года деревня входила в состав Бережанской волости.